# Szahdźadpur
Szahdźadpur (beng. শাহজাদপুর) – miasto w środkowym Bangladeszu, w prowincji Radźszahi.